# Молнія (ракета-носій)
«Молнія» (рос. Молния, укр. Блискавка, індекс ГРАУ — 8К78) — радянська одноразова чотириступенева ракета-носій середнього класу сімейства Р-7, розроблена в ОКБ-1.

## Історія створення
Спроєктована ОКБ-1 в 1959 — 1960 роках, вироблялася ГНП РКЦ «ЦСКБ-Прогресс». Розроблялась для запуску міжпланетних апаратів на Венеру та Марс.
Практичне застосування ракети носії типу «Молнія» було в межах програми Е-6, де вони замінили попереднє покоління ракет типу «Луна». Метою цієї програми було виконання м'якої посадки на Місяць. Таким чином, початкові модифікації цих ракет були носіями для місячних апаратів від «Луна-4» до «Луна-9».
«Молнія» стала широко відомою після запусків супутників зв'язку «Молнія-1» на високоеліптичні орбіти. Пізніше використовувалася також для запусків супутників системи попередження про ракетний напад (СПРН) «Око» також на синхронні високоеліптичні орбіти.
1965 року після модернізації двигунів першого та другого ступенів нову модифікацію назвали «Молнія-М». Даний варіант в програмі Е-6 застосовувався для пуску апаратів, зокрема від «Луна-10» до «Луна-14».
З 1963 по 1965 рік відбулася серія випробувань іншої модифікації, «Молнія-Л», що мала п'ять ступенів. Цей варіант також використовувався в програмі Е-6.
Останній запуск ракети на базі «Молнія-М» відбувся 30 вересня 2010 року з космодрому Плесецьк, експлуатація таких ракет була зупинена. Наступним типом ракет, що замінили «Молнію» став «Союз-2».
За всю історію були запущені 320 ракет типу «Молнія» різних модифікацій.

## Список запусків
З 10 жовтня 1960 року по 3 грудня 1965 року з космодрому Байконур відбулось 20 запусків ракети-носія «Молнія».
| №  | Дата        | Апарат                              | Примітки |
| -- | ----------- | ----------------------------------- | --- |
| 1  | 10.10.1960  | «Марс 1960А» (1М № 1)               | Перша радянська спроба міжпланетного запуску. Спрацювала система аварійного підриву ракети.                                   |
| 2  | 14.10.1960  | «Марс 1960Б» (1М № 2)               | Друга радянська спроба міжпланетного запуску. Не увімкнувся двигун третього ступеня.                                          |
| 3  | 04.02.1961  | «Супутник-7» (Венера 1ВА № 1)       | Третій ступінь вивів апарат на проміжну орбіту. Не увімкнувся четвертий ступінь для польоту до Венери.                        |
| 4  | 12.02.1961  | «Венера-1» (1ВА № 2, «Супутник-8»)  | Перший у світі космічний апарат, запущений до Венери.                                                                         |
| 5  | 25.08.1962  | «Супутник-19» (Венера 2МВ-1 № 1)    | Четвертий ступінь ракети-носія працював менше запланованого часу, апарат залишився на орбіті Землі.                           |
| 6  | 01.09.1962  | «Супутник-20» (Венера 2МВ-1 № 2)    | Не відкрився клапан подачі палива в четвертому ступені.                                                                       |
| 7  | 12.09.1962  | «Супутник-21» (Венера 2МВ-2 № 1)    | Не увімкнувся двигун четвертого ступеня.                                                                                      |
| 8  | 24.10.1962  | «Супутник-22» (Марс-2 МВ-4 № 1)     | Вибухнув двигун четвертого ступеня і пошкодив апарат.                                                                         |
| 9  | 01.11.1962  | «Марс-1» (2МВ-4 № 2, «Супутник-23») | Перший вдалий радянський запуск до Марса.                                                                                     |
| 10 | 04.11.1962  | «Супутник-24» (Марс 2МВ-3 № 1)      | Не увімкнувся двигун четвертого ступеня.                                                                                      |
| 11 | 11.11..1963 | «Космос-21» (Венера 3МВ-1А № 1)     | Під час перебування на орбіті четвертий ступінь втратив правильну позицію.                                                    |
| 12 | 04.06.1964  | «Молнія-1 № 2»                      | Перша спроба запуску першого радянського супутника зв'язку.                                                                   |
| 13 | 22.08.1964  | «Космос-41» (Молнія-1 № 1)          | Вдалий запуск першого радянського супутника зв'язку. Збій в роботі антен апрата не дозволив використати його за призначенням. |
| 14 | 30.11.1964  | «Зонд-2» (Марс 3МВ-4А № 2)          | Вдалий запуск апрата до Марса. Збій у роботі системи зв'язку у квітні 1965 року.                                              |
| 15 | 10.04.1965  | Луна Є-6 № 8                        | Збій в роботі двигуна третього ступеня.                                                                                       |
| 16 | 23.04.1965  | Молнія-1-01                         | Перший оприлюднений запуск радянського супутника зв'язку.                                                                     |
| 17 | 18.07.1965  | «Зонд-3» (Марс 3МВ-4А № 3)          | Вдалий запуск апарата до Марса з прольотом біля Місяця. Апарат вийшов на геліоцентричну орбіту.                               |
| 18 | 04.10.1965  | «Луна-7» (Є-6 № 11)                 | Вдалий запуск апарата для м'якої посадки на Місяць, апарат розбився при посадці.                                              |
| 19 | 14.10.1965  | Молнія-1-02                         | Другий супутник типу «Молнія-1».                                                                                              |
| 20 | 03.12.1965  | «Луна-8» (Є-6 № 12)                 | Вдалий запуск апарата для м'якої посадки на Місяць, апарат розбився при посадці.                                              |